# فرانسيسكو دي نوزيو
فرانسيسكو دي نوزيو (بالإيطالية: Francesco Di Nunzio)‏ هو لاعب كرة قدم إيطالي في مركز الدفاع، ولد في 8 نوفمبر 1985 في روما في إيطاليا. لعب مع يوفي ستابيا.

## وصلات خارجية
- فرانسيسكو دي نوزيو على موقع قاعدة بيانات كرة القدم.إي يو (الإنجليزية)
- فرانسيسكو دي نوزيو على موقع Soccerway.com (الإنجليزية)